# Keszeg (település)
Keszeg (szlovákul: Keseg) község Nógrád vármegyében, a Rétsági járásban.

## Fekvése
Keszeg Nógrád vármegye délnyugati csücskében található, Pest vármegyével határos. Budapesttől kb. 45, Váctól 16 kilométerre fekszik.

### Megközelítése
Budapestről az M2-es autóút vagy a 2-es főút felől közelíthető meg, Rád felé letérve a 2106-os, arról pedig Pencen északnak fordulva, a 2107-es úton. A 2-es főút börzsönyi szakasza felől, Nőtincsen és Ősagárdon át a 2114-es úton is elérhető.

## Nevének eredete
Keszeg nevének eredetéről biztosat nem tudunk. Egy elmélet szerint a feltételezett eredeti Kőszeg névalak a későbbiek folyamán, igazodás útján, Keszegre változott.

## Története
Keszeg és környéke már a bronzkorban is lakott hely volt.
A honfoglalás korában lakott településként "hadrendi szálláshely" lehetett, tehát a név honfoglalás kori "hadrendi név".
Nevét 1412-ben, egy Zsigmond király idejéből származó oklevél említette először.
Az 1300-as évek közepén, Nagy Lajos király idejében Pyronthos Mihály birtoka volt, akitől Dénes bán fia Gwnywi Péter fia Tamás vásárolta meg. Tőle pedig a családdal rokon (csővári) Csői Nézsaiak szerezték meg.
1474-ben az örökös nélkül elhalt Nézsai János és László egykori birtokát Mátyás király Parlaghy Györgynek zálogosította el, kinek örökös nélküli halála után Corvin János, majd II. Ulászló birtoka lett.
A 16. században a Gutkeled nemzetségbeli Ráskai családé volt Nézsával és Csővárral és Legénddel együtt.
1579-ben a Ráskai örökösök osztozásakor Keszeg is Bosnyák Tamás füleki kapitány kezébe került.
A 16. század közepéig Bosnyák Judit férje után Balassa Imre birtoka volt.
A török időkben a falu elnéptelenedett, az 1590 évi összeíráskor mint lakatlan helyet írták össze, később pedig mint puszta szerepelt.
A 18. század elejétől Koháry István országbíró birtoka lett, és ekkor kezdődött el a török utáni újjáépítése is.
1720-ban már 3-4 magyar és 14 tót ajkú családot írtak össze.
Később a Huszár család birtokába került, majd tőlük 1926-ban vásárolta meg vitéz Purgly Emil nyugalmazott királyi földművelésügyi miniszter.
A Purgly család folytatta a Huszár família által megkezdett mintagazdálkodást, egészen a második világháborúig.
A Huszár és a Purgly család híres vendégei voltak:
Madách Imre (Huszár József sógora), Deák Ferenc, gróf Apponyi Albert, Horthy Miklós.

## Közélete

### Polgármesterei
- 1990–1994: Petrik Sándorné (független)[4]
- 1994–1998: Petrik Sándorné (független)[5]
- 1998–2002: Petrik Sándorné (független)[6]
- 2002–2006: Petrik Sándorné (független)[7]
- 2006–2010: Majoros László (független)[8]
- 2010–2014: Majoros László (független)[9]
- 2014–2019: Csíri Csaba (független)[10]
- 2019–2024: Csíri Csaba (független)[11]
- 2024– : Csiri Csaba (független)[1]

## Népesség
A település népességének változása:
| Lakosok száma | 615  | 625  | 641  | 726  | 749  | 725  | 722  |
|               | 2013 | 2014 | 2015 | 2021 | 2022 | 2023 | 2024 |

2001-ben a település lakosságának 94%-a magyar, 6%-a szlovák nemzetiségűnek vallotta magát.
A 2011-es népszámlálás során a lakosok 93,5%-a magyarnak, 0,2% örménynek, 0,2% szerbnek, 0,2% ukránnak mondta magát (6,5% nem nyilatkozott; a kettős identitások miatt a végösszeg nagyobb lehet 100%-nál). A vallási megoszlás a következő volt: római katolikus 76,3%, református 1,7%, evangélikus 2,4%, görögkatolikus 0,2%, felekezeten kívüli 5,4% (12,2% nem nyilatkozott).
2022-ben a lakosság 92,3%-a vallotta magát magyarnak, 0,4% szlováknak, 0,4% cigánynak, 0,4% görögnek, 0,3% németnek, 0,1-0,1% ukránnak és szlovénnek, 2,3% egyéb, nem hazai nemzetiségűnek (7,6% nem nyilatkozott; a kettős identitások miatt a végösszeg nagyobb lehet 100%-nál). Vallásuk szerint 51,7% volt római katolikus, 3,2% református, 2,8% evangélikus, 0,5% görög katolikus, 0,1% ortodox, 3,6% egyéb keresztény, 1,3% egyéb katolikus, 4,5% felekezeten kívüli (32,2% nem válaszolt).

## Itt születtek, itt éltek
- Itt született 1826. április 8-án Antony Béla 1848–49-es honvéd százados.
- Itt született 1888. február 28-án Korponay Gyula kertészmérnök, pomológus.
- A helyi kastélyban töltötte gyermekkorát dr. Huszár Aladár későbbi budapesti főpolgármester és bátyja, Huszár Elemér politikus.

## Nevezetességei
- Huszár–Purgly-kastély – Barokk (copf) stílusban épült 3 épületből álló kastély, melyhez közel 2 ha-os őspark tartozik. Nevét építtetőjéről a baráthi Huszár családról kapta. Műemlék.
- Római katolikus templom, a kastély szomszédságában. Műemlék.
- Szjúdi-birtok

## Képek

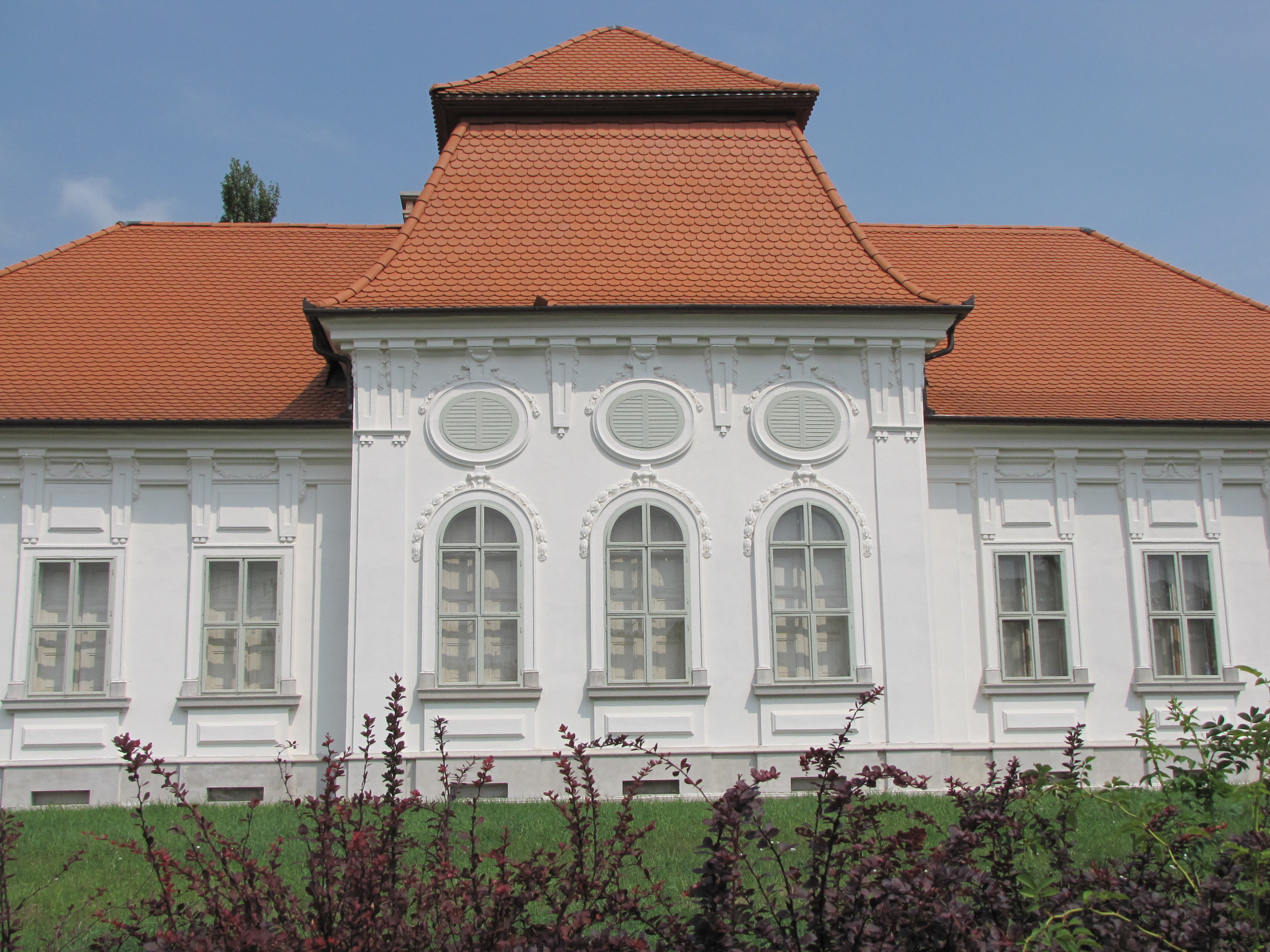
Huszár-Purgly kastély
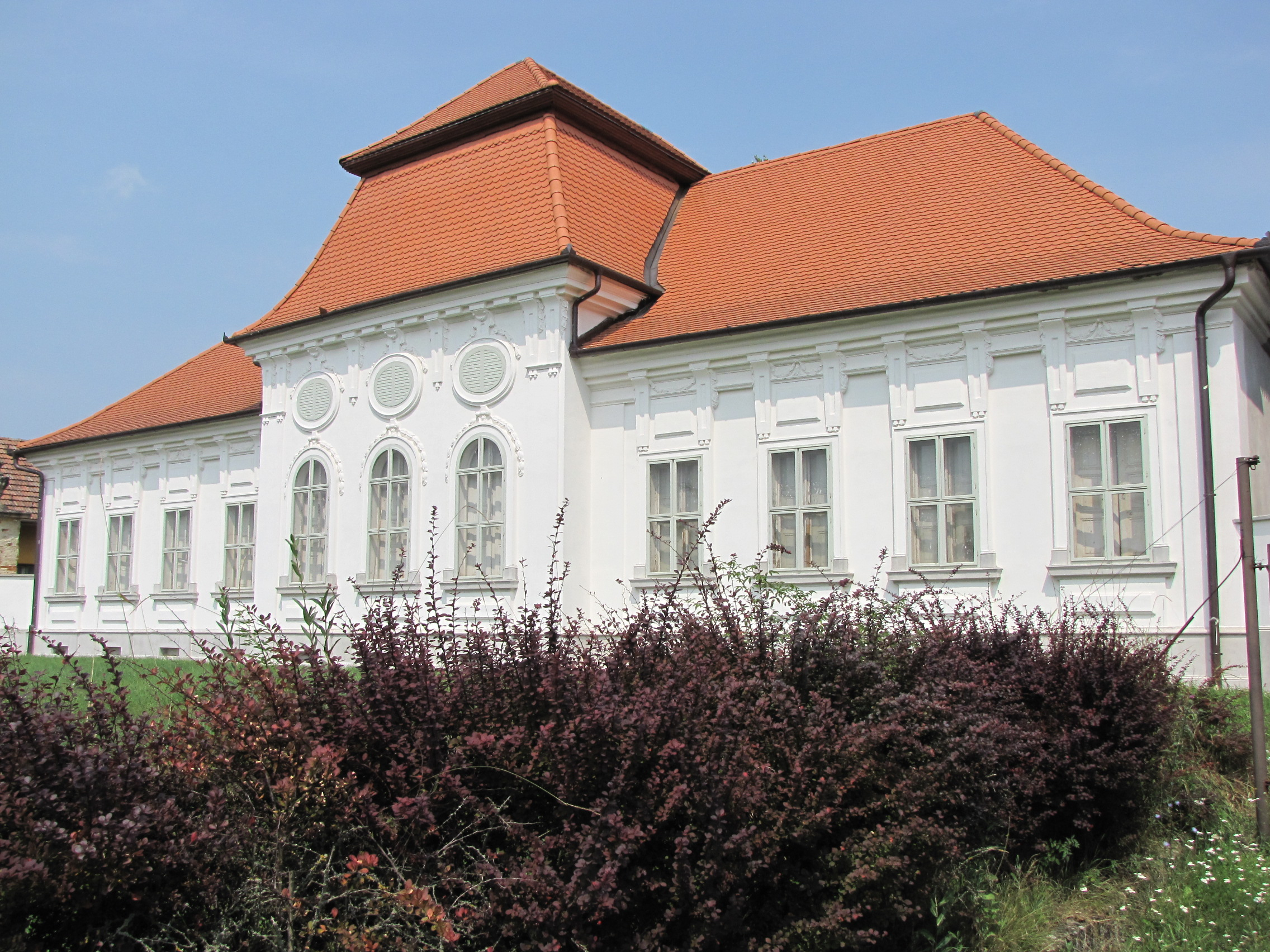
Huszár-Purgly kastély
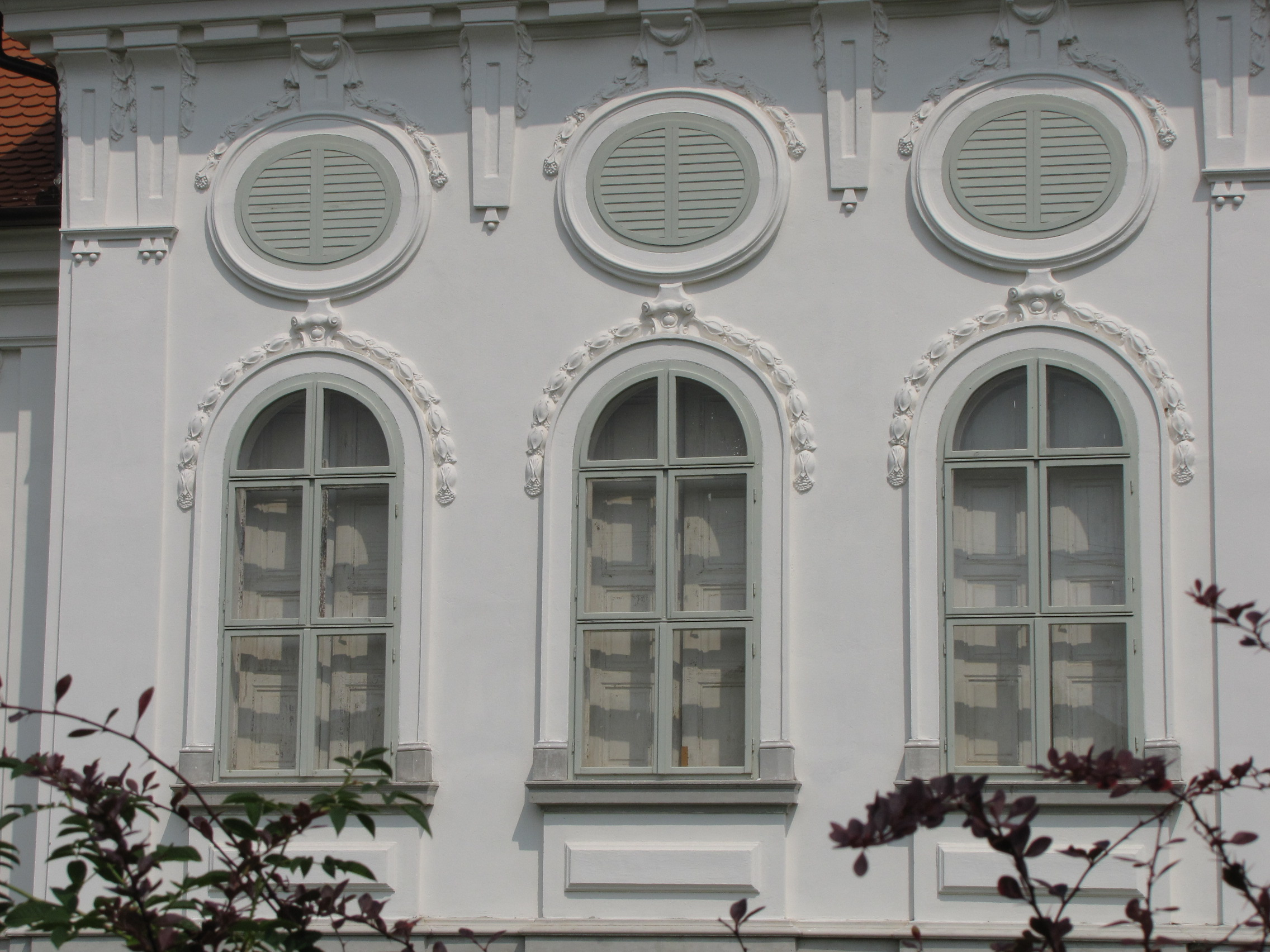
Huszár-Purgly kastély
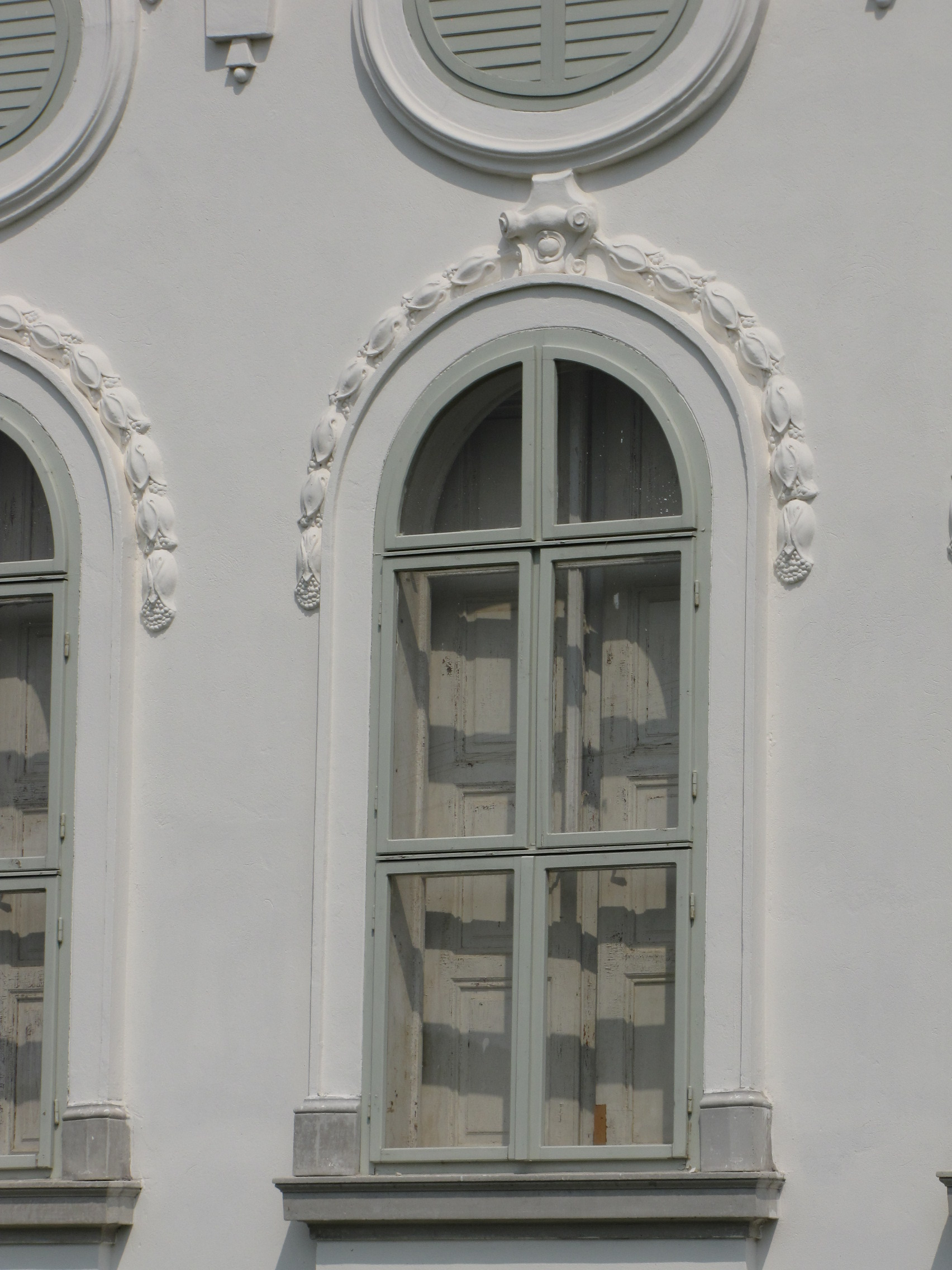
Huszár-Purgly kastély
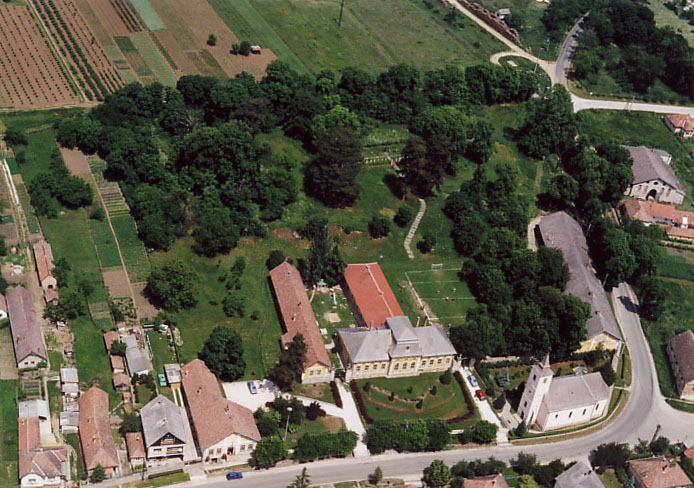
Huszár-Purgly kastély